# Mala Zimetbaum

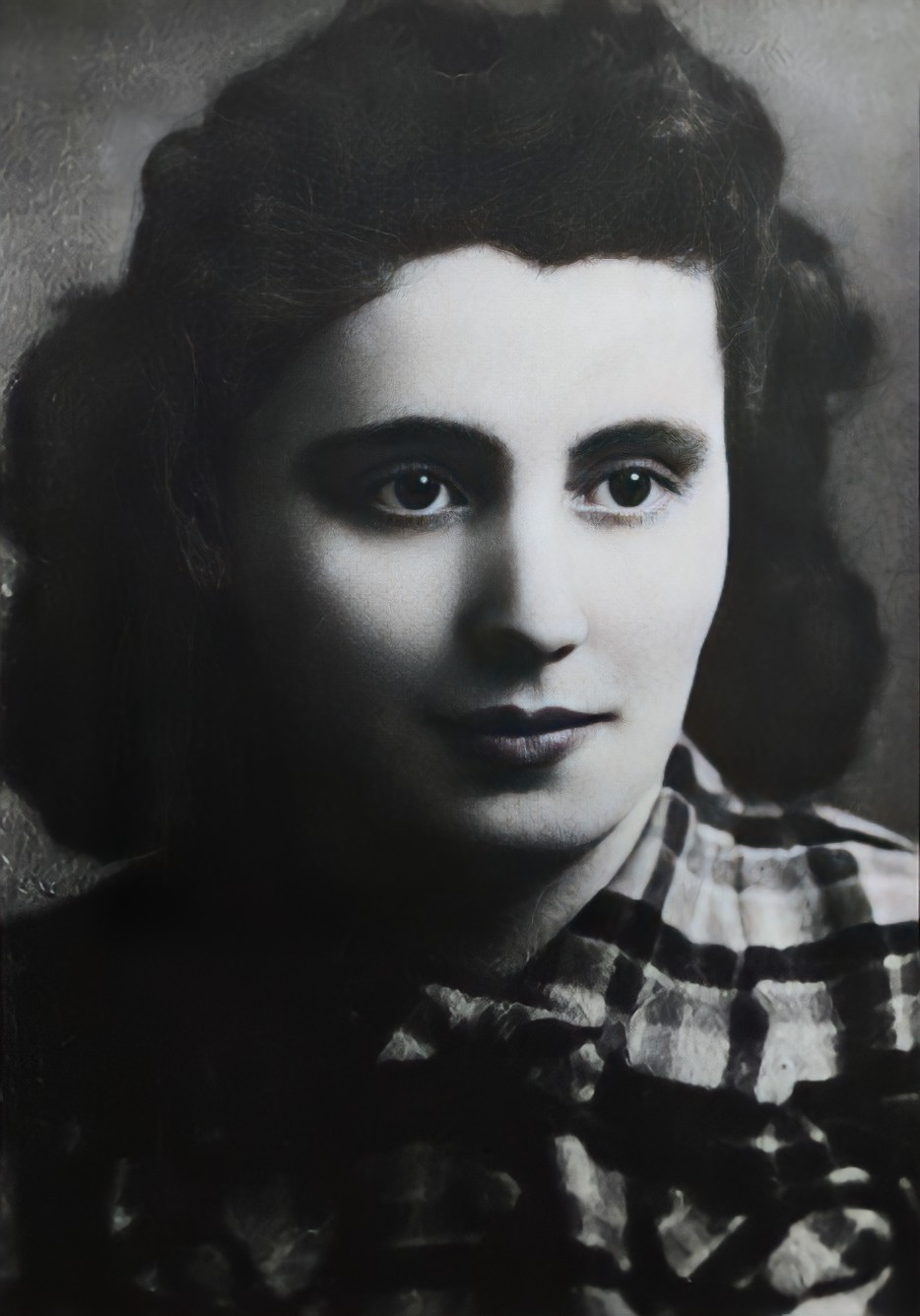
Mala Zimetbaum

Malka „Mala“ Zimetbaum (geboren am 26. Januar 1918 in Brzesko, Österreich-Ungarn; gestorben wahrscheinlich am 15. September 1944 im KZ Auschwitz) war eine belgische Jüdin österreichisch-ungarischer Herkunft und Widerstandskämpferin im Konzentrationslager Auschwitz-Birkenau, wo sie 1944 gestorben ist. Zuvor war ihr vorübergehend die Flucht gelungen.

## Leben
Mala Zimetbaum war das jüngste von fünf Kindern des Ehepaares Pinkas und Chaya Zimetbaum. Sie wuchs in einem kleinen Schtetl im heutigen Polen auf. Ihre Familie hatte vor ihrer Geburt für einige Jahre in Deutschland gelebt, weshalb in ihrem Elternhaus damals vor allem Deutsch gesprochen wurde. 1928 ließ sich die Familie in Antwerpen nieder. Da ihr Vater erblindet war, lebte die Familie in angespannten finanziellen Verhältnissen. Mala Zimetbaum erzielte hervorragende schulische Leistungen, vor allem in Mathematik und Fremdsprachen (sie beherrschte Flämisch, Französisch, Deutsch, Englisch und Polnisch). Um zum Familieneinkommen beizutragen, brach sie allerdings ihre schulische Ausbildung ab und arbeitete zunächst als Näherin in einem großen Antwerpener Modehaus. Währenddessen interessierte sie sich für den Zionismus und trat der jüdischen Jugendorganisation Hanoar Hatzioni bei. Ihre Fremdsprachenkenntnisse ermöglichten ihr später eine Anstellung als Sprachsekretärin in der Verwaltung eines amerikanisch geführten Unternehmens. Als sich dieses auf Geheiß der Nazis auflösen musste, schlug man ihr vor, wie die Firmeninhaber in die USA auszureisen, aber sie lehnte wegen ihrer Eltern ab.
Nach der deutschen Besatzung Belgiens beim Westfeldzug im Mai 1940 wurden erhebliche Einschränkungen für die jüdische Bevölkerung angeordnet: Im Dezember 1940 erfolgte Mala Zimetbaums Eintragung ins amtliche Judenregister. 1941 kam es zu einem Pogrom in Antwerpen. Ihr Bruder wurde 1942 zur Zwangsarbeit verpflichtet und floh daraufhin gemeinsam mit einer der Schwestern. Mala Zimetbaum überzeugte auch ihre Eltern davon, unterzutauchen. Bei dem Versuch, ein Versteck für die Familie in Brüssel zu finden, wurde sie am 22. Juli 1942 bei einer Razzia am Antwerpener Zentralbahnhof verhaftet, zunächst nach Fort Breendonk und fünf Tage später ins SS-Sammellager Mecheln verbracht. Dort wurde ihr eine Arbeit bei der Registrierung eintreffender Juden zugeteilt, die sie zum heimlichen Widerstand nutzte: Sie schmuggelte Nachrichten und Schmuck nach außen und ließ sie den Familien der Internierten zukommen. Es gelang ihr zudem, Kinder von den Deportationslisten zu streichen und so vor dem Abtransport ins Konzentrationslager zu bewahren.

## In Auschwitz
Am 15. September 1942 wurde Mala Zimetbaum nach Auschwitz deportiert. Von den 1.048 Juden, die zwei Tage später mit ihr dort ankamen, überstanden nur 230 Männer und 101 Frauen die Selektion. So auch Mala Zimetbaum, die unter der Häftlingsnummer 19880 ins Frauenlager Birkenau kam. Aufgrund ihrer umfangreichen Sprachkenntnisse erhielt sie eine Aufgabe als „Läuferin“ und Übersetzerin, was mit gewissen Privilegien einherging. Da sie für Botengänge innerhalb des Lagers eingesetzt wurde, konnte sie sich relativ frei zwischen verschiedenen Lagerblöcken bewegen. So erlangte sie Detailkenntnis von der Vernichtungsmaschinerie und den Hierarchien innerhalb des Lagers. Eine Mitgefangene, die Auschwitz überlebte und 1964 als Zeugin im ersten Frankfurter Auschwitzprozess aussagte, beschrieb sie vor Gericht so:

„Also Mala Zimetbaum habe ich seit 42 gekannt. Das war eine außergewöhnliche Persönlichkeit, diese junge Frau. Weil sie einen guten Posten hatte, und im [Gegensatz] zu den anderen, die diese Macht ausübten, war sie gut, mitleidig, hat immer allen geholfen und [wurde] so wie ein Engel angeschaut. [Ihr war sehr bewußt], was die Lage der Juden im Lager bedeutet. Und bei uns wurde [darüber] gesprochen, daß ihre Flucht mit einem Polen, der Edek hieß, keine normale Flucht war.“

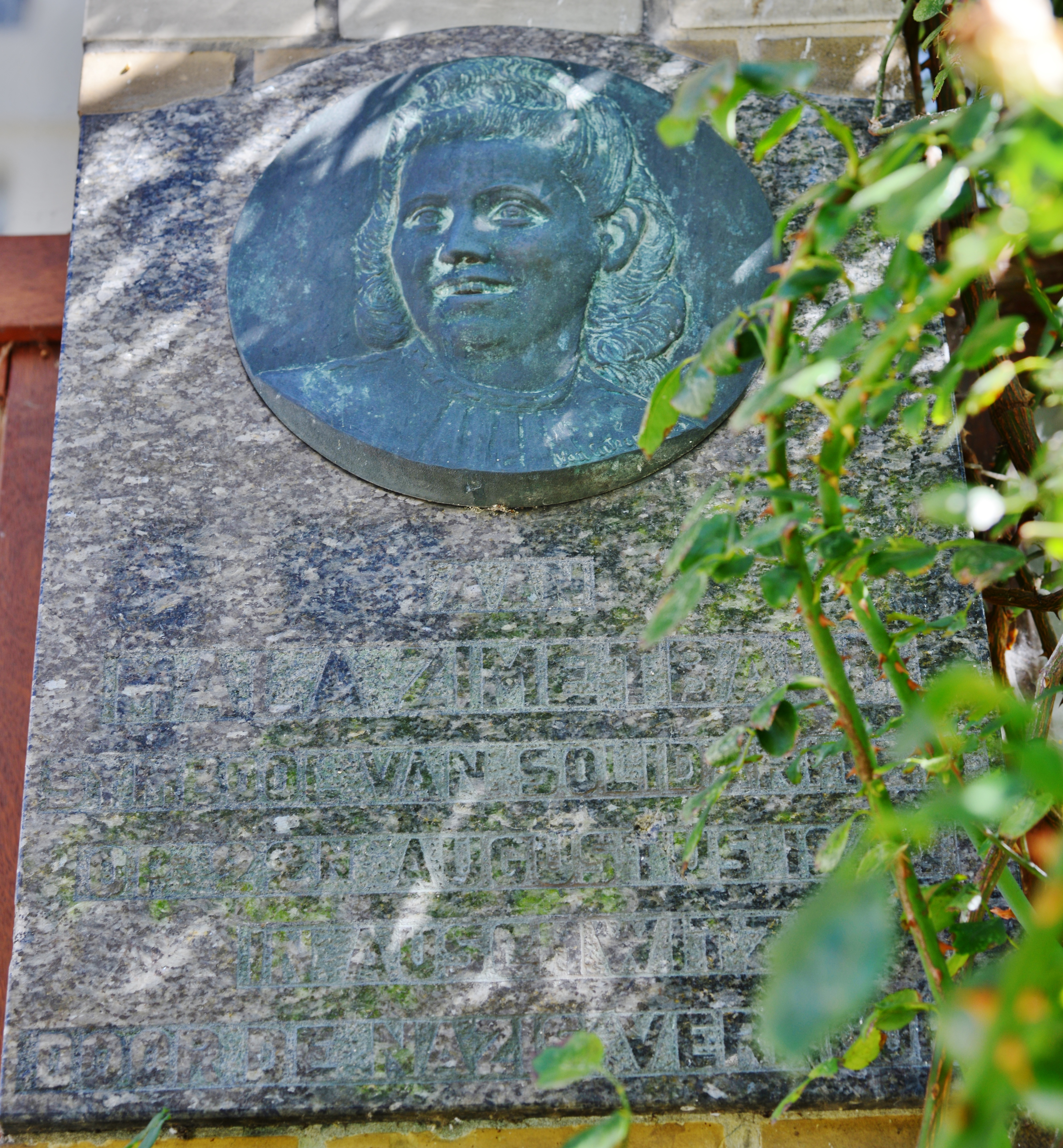
Eine Gedenktafel in Antwerpen

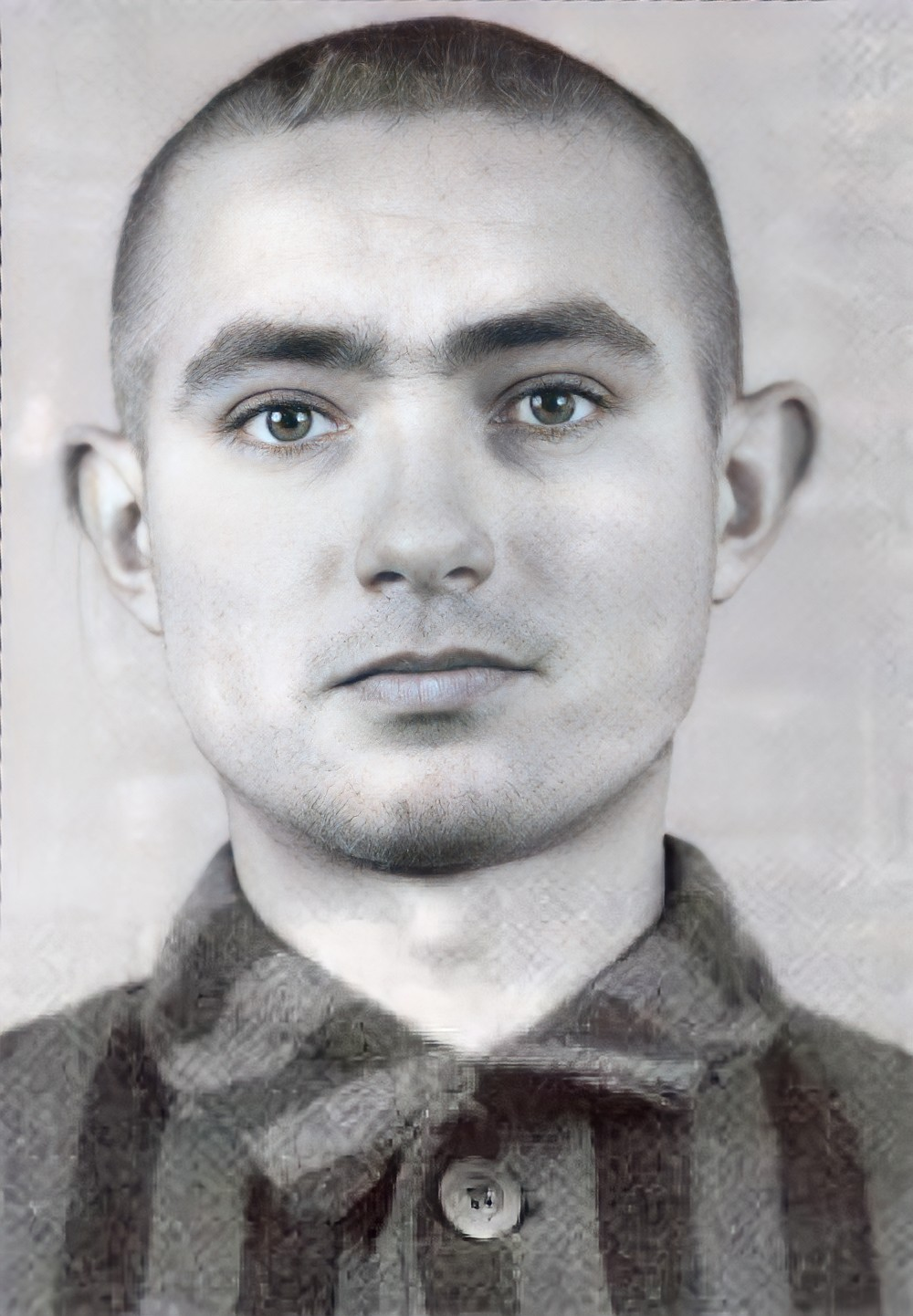
Edek Galiński

Ihre Solidarität und Hilfsbereitschaft gegenüber den anderen Häftlingen wurden vielfach von Auschwitz-Überlebenden bezeugt, die später angaben, durch Mala Zimetbaum gerettet worden zu sein. So beschaffte sie Nahrung, Kleidung und Medikamente für Bedürftige, ermutigte verzweifelte Personen zum Durchhalten, verbreitete Informationen über das Weltgeschehen und stellte Austausch zwischen voneinander getrennten Familienmitgliedern in verschiedenen Zellentrakten her. Zu ihren Aufgaben gehörte es, Häftlingen, die aus dem Krankenbau als gesund entlassen worden waren, Arbeitskommandos zuzuweisen. So konnte sie schwachen Personen leichtere Arbeiten vermitteln. Die Einblicke in die Krankenstation ermöglichten ihr außerdem Kenntnis über bevorstehende Selektionen, so dass sie kranke Häftlinge rechtzeitig warnen konnte, sich gesund zu melden. Auch setzte sie Tote auf Selektionslisten, um Lebende zu retten. Die NS-Führung versuchte Gerüchten über die Vernichtungsmaschinerie in den Konzentrationslagern entgegenzuwirken, indem sie Häftlingen erlaubte, ihren Verwandten zu schreiben. Mala Zimetbaum nutzte diese Möglichkeit, um ihre Familie verschlüsselt vor der Ermordung von Deportierten zu warnen.
Ende 1943 oder Anfang 1944 lernte sie den 5 Jahre jüngeren, polnischen Katholiken Edward „Edek“ Galiński kennen, der als Schlosser Arbeitseinsätze in ihrem Lagerteil hatte. Galiński war bereits am 14. Juni 1940 als „politischer Häftling“ nach Auschwitz gekommen und trug die Häftlingsnummer 531. Es entwickelte sich eine heimliche Liebesbeziehung, die weitgehend ohne Intimität auskommen musste und auf die Unterstützung durch Mitgefangene angewiesen war.
Im Frühjahr 1944 wurde Mala Zimetbaum von Galiński in einen Fluchtplan eingeweiht, den er gemeinsam mit seinem Freund Wiesław Kielar entwickelt hatte. Mittels SS-Rottenführer Edward Lubusch hatten sie bereits eine SS-Uniform und eine Waffe in ihren Besitz gebracht, die sie mit Unterstützung anderer Häftlinge versteckt halten konnten. Galiński sollte als SS-Offizier verkleidet so tun, als würde er den Gefangenen Kielar zu einem Arbeitseinsatz außerhalb des Lagers eskortieren. Der Plan wurde dahingehend geändert, dass Mala Zimetbaum Kielars Rolle einnehmen sollte. Mittels eines im Lager arbeitenden Zivilisten sollten Waffe und Uniform nach geglückter Flucht zu Kielar zurück geschmuggelt werden, um den Ausbruch nach gleichem Schema zu wiederholen. In den Fluchtplan eingeweiht wurden ihre Verwandte Giza Weisblum sowie die drei „Läuferinnen“, mit denen sie sich einen Bunker teilte. Diese halfen ihr eine Landkarte, Zivilkleidung und einen Passierschein zu beschaffen. Zeitzeugenberichten zufolge soll sie außerdem Deportiertenlisten entwendet haben, um die Welt von den Vorgängen in Auschwitz in Kenntnis zu setzen, allerdings kann dies nicht eindeutig bewiesen werden. Am 24. Juni 1944 gelang Mala Zimetbaum und Edek Galiński die Flucht. Um nicht als Frau erkannt zu werden, trug sie eine männliche Häftlingsuniform über der entwendeten Zivilkleidung und stemmte ein Porzellanwaschbecken auf den Schultern, unter dem sie ihr Gesicht verborgen hielt. Da die erwartete Unterstützung durch die polnischen Zivilisten nach dem gelungenen Ausbruch ausblieb, konnten SS-Uniform und Waffe nicht zu Kielar zurück geschmuggelt werden. Die Flucht wurde beim Abendappell bemerkt, ein Fahndungstelegramm wurde am nächsten Morgen durch Josef Kramer versendet.
Bezüglich des genauen Datums und der Umstände ihrer Festnahme gibt es unterschiedliche Überlieferungen. Die als am wahrscheinlichsten geltende Version besagt, dass die beiden am 6. Juli 1944 in den Beskiden beim Versuch der Einreise in die Slowakei von einer Grenzpatrouille gefasst wurden. Unstrittig ist, dass sie am 7. Juli 1944 auf dem Polizeirevier in Bielitz identifiziert wurden. Man brachte sie zurück nach Auschwitz in Block 11 und verurteilte sie nach intensiven Verhören durch die Politische Abteilung wegen ihres Fluchtversuchs zum Tod durch Hängen. Da die Bestätigung des Urteils durch die SS-Führung in Berlin abgewartet werden musste, verbrachten sie mehrere Wochen in getrennten Zellen. Dennoch war ihre Haltung, wie eine Mitgefangene rückblickend erzählte, stark und gefasst:

„Und die Mala selber kam auch zu uns, in die kleine Baracke. Und dann habe ich mit ihr sprechen können. Und sie war stolz und ruhig. Und wie man sie gefragt hat: ‚Wie geht es dir, Mala?‘ hat sie gesagt: ‚Mir geht es immer wohl‘, obgleich sie wußte, was ihr Ende sein wird.“

Da keine offiziellen Dokumente zu ihrer Hinrichtung erhalten geblieben sind, ist Mala Zimetbaums genaues Todesdatum unklar. Als am wahrscheinlichsten gilt der 15. September 1944. Die Hinrichtung wurde von der Lagerleitung als Exempel inszeniert; zur Exekution war für das gesamte Frauenlager Generalappell befohlen. Es gelang ihr mit einer Rasierklinge, sich unmittelbar vor der Vollstreckung eine Pulsader zu öffnen. Als ein SS-Aufseher versuchte, ihr die Rasierklinge abzunehmen, schlug sie diesen vor aller Augen ins Gesicht. Daraufhin wurde Mala von den Aufsehern, die dieser Akt des selbstbewussten Widerstandes einer Jüdin rasend machte, brutal durch Schläge und Tritte misshandelt. Auf Befehl von Maria Mandl wurde sie nach einem kurzen Aufenthalt im Krankenbau, wo ihre Wunden nicht versorgt werden durften, zum Krematorium gebracht, um sie lebendig zu verbrennen. Ein Mithäftling berichtete:

„Dann wurde sie durch das ganze Lager geführt und in eine kleine Kiste geworfen. Als man sie in der Kiste in das Krematorium gebracht hat, ist sie an unserem Bürotor vorbeigezogen. Sie war nur noch ein Klumpen. Sie hat nur noch geröchelt.“

Die genauen Todesumstände sind nicht abschließend geklärt, da sich die überlieferten Augenzeugenberichte stark voneinander unterscheiden. Einer Version zufolge soll sie auf dem Weg zum Krematorium verblutet sein, eine andere besagt, ein SS-Mann habe sie aus Mitleid erschossen. Aufgrund widersprüchlicher Augenzeugenberichte ist ebenfalls unklar, wie ihre letzten Worte lauteten und wem sie galten. Einer populären Überlieferung zufolge sollen sie an den SS-Offizier gerichtet gewesen sein, der ihr die Rasierklinge abzunehmen versuchte, und folgenden Wortlaut gehabt haben: „Ich werde als Heldin sterben, du verreckst wie ein Hund!“.

## Nachleben
Im fünfteiligen Fernsehroman Wege übers Land (Deutscher Fernsehfunk, 1968) lebt der Name Mala Zimetbaums in Gestalt eines jüdischen Mädchens fort, das von der Hauptperson Gertrud (Ursula Karusseit) gerettet wird. Die Art und Weise der Flucht der originalen Mala Zimetbaum aus dem KZ Auschwitz wird im zweiten Teil des Filmes – dort mit anderen Personen – thematisch aufgegriffen. 
Im Jahr 2002 wurde in Athen das Musical „Μάλα. Η μουσική του ανέμου“ (dt.: Mala. Die Musik des Windes) von Nikos Karvelas uraufgeführt, das die Liebesgeschichte zwischen Mala Zimetbaum und Edek Galiński verarbeitet. Die Hauptrolle spielte Anna Vissi.
Am 9. Februar 2007 hatte am Maxim Gorki Theater in Berlin das Stück Mala Zementbaum von Armin Petras und Thomas Lawinky Premiere, das die Lebensgeschichte Malas, allerdings stark verfremdet, poetisch aufgreift.